# Хуліо Гонсалес (футболіст, 1991)
Хуліо Хосе Гонсалес (ісп. Julio José González; нар. 23 квітня 1991, Акапулько) — мексиканський футболіст, воротар клубу «УНАМ Пумас» та національної збірної Мексики. Виступав також за клуб «Сантос Лагуна». Триразовий чемпіон Мексики.

## Клубна кар'єра
Хуліо Гонсалес народився 1991 року в місті Акапулько. Вихованець футбольної школи клубу «Сантос Лагуна». У 2008 році футболіст розпочав грати за другу команду клубу «Сантос Лагуна», а з початку 2010 року грав уже за першу команду клубу, в якій став триразовим чемпіоном Мексики. У складі «Сантос Лагуна» Гонсалес грав до 2017 року.
У 2017—2018 роках Хуліо Гонсалес грав у складі клубу «Тампіко Мадеро». У 2018 році футболіст перейшов до клубу «Веракрус», проте в ньому за основний склад команди не грав, і в 2019 році став гравцем команди «Прав'яно».
У 2020 році Хуліо Гонсалес перейшов до клубу «УНАМ Пумас». Станом на 30 червня 2024 року відіграв за команду з Мехіко 80 матчів в національному чемпіонаті.

## Виступи за збірну
У 2024 році Хуліо Гонсалес дебютував у складі національної збірної Мексики. У складі збірної був учасником розіграшу Кубка Америки 2024 року у США. Станом на листопад 2024 року зіграв у складі збірної 5 матчів, у яких пропустив 4 м'ячі.

## Титули і досягнення
- Чемпіон Мексики (3):

«Сантос Лагуна»: Клаусура 2012, Апертура 2014, Клаусура 2015